# Alive In Melbourne
Alive In Melbourne — дебютный концертный альбом украинской метал-группы Jinjer, выпущенный 20 ноября 2020 года на лейбле Napalm Records. Пластинка была записана 5 марта 2020 года во время выступления в Max Watt's House of Music в Мельбурне во время турне Macro World Tour. Данное выступление стало одним из последних до начала пандемии COVID-19. Концерт транслировался в прямом эфире на сайте knotfest.com. Одновременно с выходом альбома группа выложила полную видеозапись концерта на своём YouTube-канале.

## Об альбоме
По словам басиста группы Евгения Абдюханова, первоначально музыканты планировали выпустить одну-две концертных записей песен, но после шести месяцев постпродакшена было решено выпустить полноформатный концертный альбом. Абдюханов также написал текст об этом концерте и альбоме в буклете пластинки.

## Отзывы критиков
Альбом получил в целом положительные отзывы. Отмечалось хорошее качество записи и артистизм и исполнительское мастерство вокалистки Татьяны Шмайлюк.

## Список композиций
Слова и музыка всех песен — Jinjer.
| №                   | Название                   | Длительность |
| ------------------- | -------------------------- | ------------ |
| 1.                  | «Intro»                    | 4:00         |
| 2.                  | «Teacher, Teacher!»        | 5:57         |
| 3.                  | «Sit Stay Roll Over»       | 4:38         |
| 4.                  | «Ape»                      | 3:28         |
| 5.                  | «Judgement (& Punishment)» | 4:36         |
| 6.                  | «I Speak Astronomy»        | 5:55         |
| 7.                  | «Who Is Gonna Be The One»  | 5:42         |
| 8.                  | «Noah»                     | 4:32         |
| 9.                  | «Retrospection»            | 4:30         |
| 10.                 | «Perennial»                | 4:39         |
| 11.                 | «On The Top»               | 5:43         |
| 12.                 | «Pit Of Consciousness»     | 4:34         |
| 13.                 | «Home Back»                | 4:26         |
| 14.                 | «Words Of Wisdom»          | 4:59         |
| 15.                 | «Pisces»                   | 5:09         |
| 16.                 | «Captain Clock»            | 4:44         |
| 17.                 | «Outro»                    | 1:37         |
| Общая длительность: | Общая длительность:        | 79:11        |

## Участники записи
- Татьяна Шмайлюк — вокал
- Роман Ибрамхалилов — гитара
- Евгений Абдюханов — бас-гитара
- Владислав Уласевич — ударные

Производственный персонал
- Макс Мортон — мастеринг
- Александр Антошин — запись
- Дмитрий Ким — сведение
- Габриэль Николетти — обложка